# Bardszir megye

Kermán tartomány megyéinek elhelyezkedése

Bardszir megye (perzsául: شهرستان بردسیر) Irán Kermán tartományának középső elhelyezkedésű megyéje az ország középső, délkeleti részén. Délnyugaton és nyugaton Szirdzsán megye, északnyugatról Rafszandzsán megye, keletről Kermán megye, délkeletről és délről Báft megye és Rábor megye határolják. Székhelye a 31 800 fős Bardszir városa. Összesen öt város tartozik a megyéhez: Bardszir, a megye székhelye, Golzár, Negár, Lálezár, illetve Dastkár. A megye lakossága 81 983 fő. A megye négy kerületet foglal magába, amely a Központi kerület, Lálezár kerület, Negár, Golzár.

## Fordítás
- Ez a szócikk részben vagy egészben  a   Bardsir County című angol Wikipédia-szócikk ezen változatának fordításán alapul.  Az eredeti cikk szerkesztőit annak laptörténete sorolja fel. Ez a jelzés csupán a megfogalmazás eredetét és a szerzői jogokat jelzi, nem szolgál a cikkben szereplő információk forrásmegjelöléseként.